# Struthisca perlucescens
Struthisca perlucescens is een vlinder van de familie van de zakjesdragers (Psychidae). De wetenschappelijke naam van deze soort is voor het eerst voorgesteld als Ctenocompa perlucescens door Edward Meyrick in een publicatie uit 1927.
De soort komt voor in Zuid-Afrika.